# 赤井春海
赤井 春海（あかい はるみ、1876年（明治9年）6月12日 - 1954年（昭和29年）12月14日）は、日本陸軍の軍人。最終階級は陸軍中将。

## 経歴
千葉県出身。赤井潔の二男として生れる。陸軍幼年学校を経て、1897年（明治30年）11月、陸軍士官学校（9期）を卒業。翌年6月、歩兵少尉に任官し近衛歩兵第4連隊付となる。日露戦争に近衛歩兵第4連隊中隊長として出征。1904年（明治37年）10月に戦傷を受ける。陸士教官を経て、日露戦争のため中退した陸軍大学校に復校し、1907年（明治40年）11月、陸大（19期）を卒業した。
参謀本部付、参謀本部員、陸大教官を経て、1911年（明治44年）12月、ドイツ駐在となった。歩兵第10連隊大隊長、歩兵第71連隊付、名古屋連隊区司令官などを歴任し、1917年（大正6年）8月、陸軍大佐に昇進し歩兵第64連隊長に就任。陸軍省人事局恩賞課長、参謀本部課長を経て、1922年（大正11年）4月、陸軍少将に進級し歩兵第4旅団長となりシベリア出兵に従軍。
朝鮮軍参謀長を経て、1926年（大正15年）3月、陸軍中将に進み陸軍運輸部長に就任。1927年（昭和2年）7月、第2師団長に親補された。1930年（昭和5年）12月に待命となり、翌月に予備役編入となった。
1947年（昭和22年）11月28日、公職追放仮指定を受けた。

## 栄典
位階
- 1926年（大正15年）4月2日 - 従四位[5]

勲章
- 1922年（大正11年）11月1日 -  勲二等瑞宝章[6]

## 家族親族
- 娘婿 唐川安夫（陸軍中将）[1]
- 娘婿 青木喬（陸軍少将）[1]

## 著書
- 『明治大帝』（共著）大日本雄弁会講談社、昭和2年11月1日発行